# Diversidad sexual en Guinea
Las personas lesbianas, gays, bisexuales y transgénero (LGBT) en Guinea enfrentan desafíos legales que no experimentan los residentes no LGBT. Tanto la actividad sexual masculina como femenina entre personas del mismo sexo es ilegal en el país.

## Ley sobre actividad sexual entre personas del mismo sexo
El Código Penal de Guinea, reformando por última vez en 2016, establece lo siguiente:

Artículo 274. Cualquier acto obsceno o contra natura cometido con una persona del mismo sexo será castigado con prisión de seis meses a tres años y multa de 100.000 a 1.000.000 de francos guineanos. Si el hecho se cometió con un menor de 21 años, se debe dictar la pena máxima. Si el hecho fuere consumado o tentado con violencia o tentativa de violencia, el culpable será condenado a cinco a diez años de prisión.

Artículo 275. Una indecencia pública se define como cualquier acto intencional cometido públicamente y que pueda ofender la decencia y los sentimientos morales de aquellos que son sus testigos involuntarios.
Artículo 276. Toda persona que haya cometido una indecencia pública será castigada con tres meses a dos años de prisión y multa de 50.000 a 450.000 francos guineanos o simplemente con una de estas dos penas.

Cuando el acto obsceno sea cometido por un grupo de personas, se duplicarán las penas previstas en el primer párrafo del presente artículo.

## Reconocimiento de las uniones del mismo sexo
No hay reconocimiento de las uniones del mismo sexo.

## Adopción y planificación familiar
Una pareja casada durante un mínimo de cinco años o una persona soltera que tenga al menos 30 años puede adoptar a un niño guineano si hay al menos 15 años entre la edad del niño y la edad del padre adoptivo. La ley de Guinea no menciona específicamente que las personas LGBT no sean elegibles para adoptar.

## Condiciones de vida
El Informe de Derechos Humanos de 2011 del Departamento de Estado de los Estados Unidos encontró en 2011 que:

Existían profundos tabúes sociales, religiosos y culturales contra la conducta homosexual. No hubo informes oficiales ni de ONG sobre discriminación contra personas en función de su orientación sexual o identidad de género. Sin embargo, durante la apertura en 2010 de la Oficina del Alto Comisionado para los Derechos Humanos en Conakri, el primer ministro anunció su creencia de que la actividad sexual consentida entre personas del mismo sexo es incorrecta y debería estar prohibida por ley. También dijo que la orientación sexual no debe ser considerada como un derecho humano básico. No había organizaciones activas de lesbianas, gays, bisexuales o transgénero.

Se han realizado arrestos de homosexuales principalmente en Conakri. Los líderes musulmanes de Guinea, como el Gran Imán de Conakri y el Imán de la Gran Mezquita de Koloma, Ratoma, han condenado enérgicamente la homosexualidad.